# 芹源众厅
芹源众厅，是位于中国福建省宁德市周宁县礼门乡芹源村的一个清代古建筑，2016年入选周宁县第四批文物保护单位。
芹源众厅建于清朝康熙五十年（1711年），咸丰六年（1856年）重修，2009年增建八角藻井。众厅坐南朝北，高8米，面阔三间8.9米，进深七柱9.5米，穿斗抬梁式减中柱、金柱。建筑用材硕大，柱、梁、檩、枋截面均为圆形，保存完整。